# 팡요
팡요는 라인프렌즈에서 제작한 동물 캐릭터이다. 모태는 대왕판다이며 수컷이다.  

## 개요
라인프렌즈의 캐릭터이며 2016년 3월 초코와 함께 공개되었다. 중화인민공화국의 상징으로 불리는 대왕판다를 본딴 캐릭터로 중화권 팬층을 공략하기 위해 출시되었으며 원래는 라인의 자연보호 스티커 주인공으로 나왔다가 레귤러 캐릭터로 승격되었다. 
모습은 판다와 같이 얼룩무늬의 모습으로 나왔는데 곰과 동물이라 그런지 브라운 남매와 비슷하게 보이는 것이 특징으로 눈을 크게 뜨고 얼굴이 둥글게 보이는 것이 비슷해보인다.

## 특징
중화인민공화국 쓰촨성 출신으로 공학 재능이 있어서 스위스로 유학생 활동을 하였을 때 초코를 만나게 되면서 그녀와 연인이 되었다는 이야기가 있다. 그녀의 오빠인 브라운과도 만난 적이 있는데 초코가 브라운에게 안겼을 때 처음에는 브라운을 초코의 다른 연인으로 오해한 적이 있는데 브라운이 초코의 친오빠라는 사실을 알게되었다. 
팡요 다이어리에 의하면 연애경험이 전무하였는데 한때 다른 암컷 판다와도 사귄 적이 있는 것으로 알려졌다. 